# Río Ariguaní

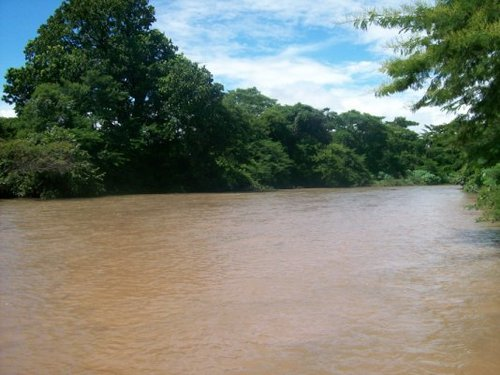
Rio Cesar, fleuve dans lequel se jette le rio Ariguani

Le río Ariguaní est une rivière de Colombie, affluent du río Cesar dans le bassin versant du Magdalena.

## Géographie
Le río Ariguaní prend sa source sur le versant ouest de la sierra Nevada de Santa Marta, dans le département de Magdalena. Il coule ensuite vers le sud-ouest puis le sud-est avant de rejoindre le río Cesar, au niveau de la municipalité d'El Paso, dans le département de Cesar.
Sur la plus grande partie de son cours, le río Ariguaní sert de frontière naturelle entre les départements de Cesar et Magdalena.